# 금릉중학교
금릉중학교(金陵中學校)는 대한민국 경기도 파주시 금촌동에 있는 공립 중학교이다.

## 학교 연혁
- 2004년 12월 27일 : 금릉중학교 설립인가(39학급)
- 2005년 3월 1일 : 금릉중학교 개교(16학급)
- 2005년 3월 1일 : 초대 안효형 교장 취임
- 2005년 6월 3일 : 개교 기념식
- 2006년 2월 16일 : 제1회 졸업식(61명 졸업)
- 2019년 3월 1일 : 제5대 윤정의 교장 취임
- 2024년 1월 8일 : 제19회 졸업식(235명 졸업)

## 참고 자료
- 금릉중학교 - 한국교육학술정보원 학교알리미